# Эдвардс, Пол Фрэнсис
Пол Фрэ́нсис Э́двардс (англ. Paul Francis Edwards; родился 7 октября 1947 года, Шоу-энд-Кромптон, Олдем, Ланкашир) — английский футболист, защитник.

## Биография
Уроженец Шоу-энд-Кромптон, Ланкашир, Эдвардс начал карьеру в местных школьных командах, а 14 августа 1963 года подписал свой первый любительский контракт с «Манчестер Юнайтед». Через 18 месяцев подписал профессиональный контракт, но в основном составе «Юнайтед» дебютировал только 19 августа 1969 года в матче против «Эвертона». Свой первый и единственный гол за «Юнайтед» забил 17 декабря 1969 года в манчестерском дерби против «Манчестер Сити» в ответном полуфинале Кубка Футбольной лиги. Счёт в той игре на 17-й минуте открыл игрок «Сити» Иан Бойер. Шесть минут спустя Пол Эдвардс сравнял счёт дальним ударом. Во втором тайме Денис Лоу вывел «Юнайтед» вперед, но затем Майк Саммерби сравнял счёт и вывел «Сити» в финал Кубка Футбольной лиги. Всего в сезоне 1969/1970 Эдвардс провёл за команду 28 матчей. В сезоне 1970/1971 провёл за команду 33 матча. Эдвардс начинал играть в основном составе на позиции правого крайнего защитника, затем выступал на позиции центрального защитника.
В июне 1971 года «Манчестер Юнайтед» возглавил Фрэнк О’Фаррелл, после чего Эдвардс перестал попадать в основной состав. В сезоне 1971/1972 провёл только 6 матчей. В сентябре 1972 года отправился в аренду в «Олдем Атлетик». В 1973 году «Олдем» осуществил его полноценный трансфер за 15 000 фунтов. В общей сложности Эдвардс провёл за «Манчестер Юнайтед» 68 матчей и забил 1 мяч.
В «Олдеме» Эдвардс провёл пять сезонов. Помог клубу выиграть Третий дивизион Футбольной лиги в сезоне 1973/74. В общей сложности провёл за «Олдем Атлетик» 112 матчей и забил 7 мячей.
Затем выступал за «Стокпорт Каунти» и «Аштон Юнайтед».
В начале своей карьеры в «Манчестер Юнайтед» приглашался в сборную Англии до 23 лет, сыграв за неё три матча.
После завершения футбольной карьеры работал на моторном заводе в Манчестера. Также был активным членом ассоциации бывших игроков «Манчестер Юнайтед».